# Association for the Study of Modern Italy
Association for the Study of Modern Italy (ASMI)

## Encabezado
ASMI (Association for the Study of Modern Italy / La Asociación por lo Estudio de la Italia Moderna) es la asociación profesional de referencia en el Reino Unido que junta históricos, políticos, geógrafos, históricos de arte, economistas, especialistas de estudios culturales, cinematográficos y estudios sobre los medios de comunicación sobre la Italia del siglo XIX, XX y XXI. Fundada en el año 1982 de el histórico de la Italia liberal Christopher Seton-Watson. El ASMI organiza cada año algunas series de conferencia internacional. Además patrocina premios y series de iniciativas académicas sobre el estudio de la Italia Moderna y Contemporánea en el Reino Unido y todo el mundo. Entre las temáticas de las conferencias anuales, la historia de las migración, colonialismo, orden público, historia de las emociones, el regionalismo, las crisis italiana y los conflictos mundiales. El ASMI da la bienvenida a miembros de todos los países.

## Modern Italy
Modern Italy es la revista científica de la Asociación. Es una de las principal revista de Italian Studies y publica artículos “peer-reviewed” que se abre a varias disciplinas. Modern Italy, es actualmente publicada por Cambridge University Press. 